# Vũ Ninh
Vũ Ninh là một phường thuộc tỉnh Bắc Ninh, Việt Nam.

## Địa lý
Phường Vũ Ninh có vị trí địa lý:
- Phía đông giáp phường Nhân Hòa
- Phía tây giáp phường Kinh Bắc
- Phía nam giáp các phường Võ Cường và Phương Liễu
- Phía bắc giáp phường Nếnh.

Phường Vũ Ninh có diện tích 13,43 km², dân số 45.480 người, mật độ dân số đạt 3.386 người/km².

## Lịch sử
Ngày 25 tháng 8 năm 2003, thành lập phường Kinh Bắc trên cơ sở toàn bộ diện tích tự nhiên và dân số của xã Kinh Bắc. Phường Kinh Bắc có 206,02 ha diện tích tự nhiên và 6.315 nhân khẩu.
Ngày 16 tháng 6 năm 2025, Ủy ban Thường vụ Quốc hội ban hành Nghị quyết số 1658/NQ-UBTVQH15 của UBTVQH về việc sắp xếp các đơn vị hành chính cấp xã của tỉnh Bắc Ninh năm 2025. Theo đó, sắp xếp toàn bộ diện tích tự nhiên, quy mô dân số của các phường Kim Chân, Đáp Cầu, Thị Cầu và Vũ Ninh thành phường mới có tên gọi là phường Vũ Ninh.

## Địa chỉ trụ sở các cơ quan
- Trụ sở UBND phường: Số 25, đường Kinh Dương Vương, phường Vũ Ninh
- Trung tâm phục vụ hành chính công: Số 25, đường Kinh Dương Vương, phường Vũ Ninh
- Công an phường:
  - Cơ sở 1: Số 628, đường Hoàng Quốc Việt, phường Vũ Ninh
  - Cơ sở 2: Số 01, đường Phạm Sư Mạnh, phường Vũ Ninh